# Jeannot Krecké
Jeannot Krecké (Ciutat de Luxemburg, 16 d'abril de 1950) és un polític i ex jugador de futbol luxemburguès, membre del LSAP.
Krecké fou un membre del gabinet Juncker-Asselborn I i Juncker-Asselborn II, on va tenir el càrrec de Ministre d'Economia i Comerç Exterior. Krecké va anunciar que renunciava al Consell de Ministres al febrer de 2012.